# Saara Kuugongelwa
Saara Kuugongelwa-Amadhila (Okahao, 12 de outubro de 1967), é uma politica namibiana, foi primeira-ministra de seu país, de 2015 a 2025. É filiada ao partido SWAPO e membro da Assembleia Nacional da Namíbia desde 1995. Exerceu mandato como ministra das finanças entre 2003 e 2015.